# Szkoci w Polsce

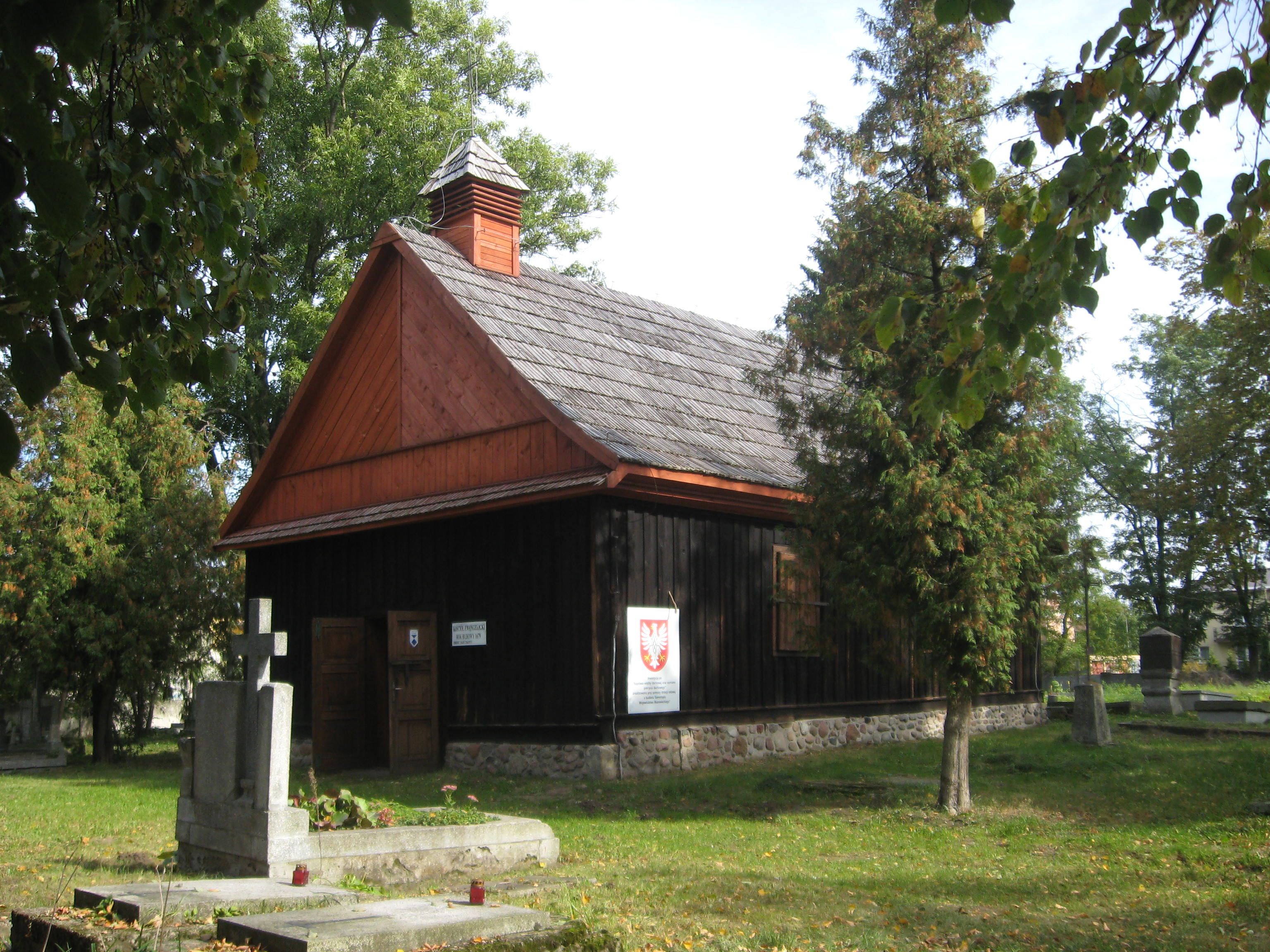
Kościół ewangelicki w Węgrowie z cmentarzem, na którym w XVII w. pochowani byli miejscowi Szkoci.

Szkoci w Polsce – osadnictwo Szkotów na ziemiach polskich, które datuje się od XIV do początku XIX wieku, a także niezwiązana z osadnictwem migracja Szkotów do Polski, która występuje do dziś.

## Początki
Początek osadnictwa szkockiego w Polsce to XIV wiek, kiedy kupcy ze Szkocji zaczęli prowadzić wymianę handlową z Gdańskiem. W 1380 w tym mieście osiedlili się pierwsi Szkoci. Ich obecność w Gdańsku nie stanowiła konkurencji dla miejscowych potentatów kupieckich, gdyż statków ze Szkocji przypływało wówczas niewiele i handel był ograniczony. Na początku XV wieku podmiejska osada Gdańska przybrała nazwę Stare Szkoty, co może wskazywać na istnienie tam osadnictwa szkockiego.

## XVI i XVII wiek

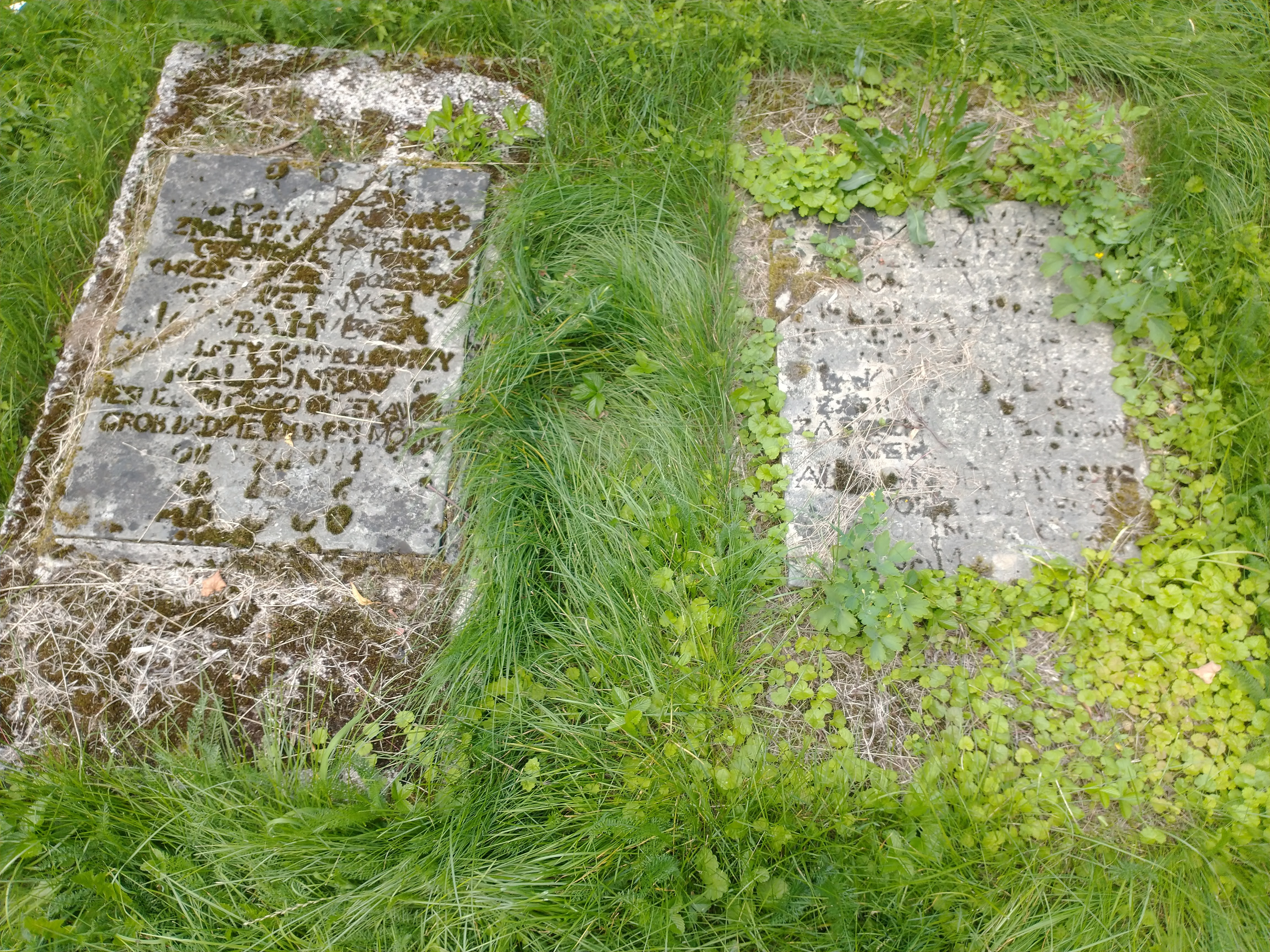
XVII-wieczne szkockie nagrobki w Węgrowie, m.in. Archebalda Campbella z 1692. Napisy polskie wskazują na polonizację węgrowskich Szkotów.

Druga połowa XVI wieku do połowy wieku XVII to okres nasilenia szkockiej imigracji do I Rzeczypospolitej. Szkoci przybywali do Polski przede wszystkim z przyczyn ekonomicznych (Szkocja w tamtym czasie była krajem biednym) oraz religijnych (konflikty w Szkocji między protestantami i katolikami). Wymiana handlowa Szkocji z Gdańskiem ożywiła się i dostarczała około 10% wszystkich towarów w tym mieście. Szkoci poza Gdańskiem osiedlali się stopniowo we wszystkich prawie miastach Prus Królewskich, chociaż wszędzie byli nieliczni. Lokalnie szkoccy osadnicy wywierali większy wpływ np. w Pucku, gdzie na początku XVII wieku dominowali w handlu drewnem i żegludze.
Od połowy XVI wieku Szkoci zaczęli osiedlać się na Kujawach, m.in. w Koronowie, gdzie trudnili się rzemiosłem i handlem, ale np. szkocka rodzina Kolwinów dorobiła się tam znacznego majątku a jej członkowie byli rajcami miejskimi. W drugiej połowie tamtego stulecia Szkoccy osadnicy pojawili się w miastach wielkopolskich, np. w Gostyniu zamieszkało 20 rodzin szkockich, trudniących się początkowo drobnym handlem, rzeźnictwem i piwowarstwem. Niektóre z tych rodzin, np. Jungowie z Gostynia, znacznie bogaciły się.

### Osadnictwo w Polsce
Do połowy XVII wieku Szkoci osiedlili się w 21 miastach województwa sandomierskiego, a także w Węgrowie (na pograniczu z Wielkim Księstwem Litewskim), gdzie zamieszkiwali na północy miasta w Dzielnicy Szkockiej.
W 1651 Szkoci, a także Anglicy, zamieszkiwali Prusy Królewskie (53 miejscowości), Wielkopolskę (31), Małopolskę (18), Mazowsze i Podlasie (17), łącznie 119 polskich miejscowości, w tym tylko 7 wsi (Lignowy Szlacheckie, Miłobądz, Paszulin, Gniazdowo, Mątowy Wielkie, Jastrowice i Poluczno), a przede wszystkim miasta (Gdańsk, Poznań, Warszawa, Kraków, Lublin, Zamość i Lwów). Znaczące ośrodki szkockie były w takich miejscowościach jak: Brzeziny, Bydgoszcz, Człopy, Łobżenica, Raciąż, Sieradz, Sierpc, Wałcz, Warka i Zakroczym.
Szkoci raczej nie osiedlali się na Litwie, gdyż zamieszkiwali tam tylko w Kiejdanach, tym niemniej prowadzili tam handel obwoźny, jak w całej I Rzeczypospolitej. Litewscy Szkoci byli głównie kalwińskimi osadnikami, sprowadzonymi przez księcia Janusza Radziwiłła, który tworzył z nich własne oddziały zbrojne.
Dane szacunkowe oceniają liczbę Szkotów w Rzeczypospolitej w tamtym okresie na 7400 rodzin, czyli około 37 tysięcy osób, byli to katolicy i protestanci, chociaż wraz z zaostrzaniem polskiej polityki wyznaniowej, coraz więcej Szkotów przyjmowało katolicyzm, chcąc pozostać w Polsce.
Napływ Szkotów do Rzeczypospolitej trwał do połowy XVII wieku. Następnie został ograniczony na skutek restrykcji emigracyjnych, wprowadzonych przez króla angielskiego w 1625 oraz ze względu na pogarszającą się sytuację ekonomiczną i polityczną Rzeczypospolitej (liczne wojny), a także restrykcyjną politykę wyznaniową wobec innowierców i rosnącą niechęć do cudzoziemców, zwłaszcza po Potopie szwedzkim w 1660. Mieszkający w Rzeczypospolitej Szkoci zaczęli się asymilować ze społeczeństwem polskim od początku XVII wieku, czemu sprzyjała wspólna religia (katolicyzm) oraz małżeństwa mieszane.

### Aktywność zawodowa
Szkoci zajmowali się początkowo głównie kramarstwem i handlem obnośnym lub objazdowym, sprzedając tanie towary (np. noże, wstążki, sprzączki, haftki i igły), które zaczęto nazywać „szkockim towarem”. Ta działalność była stopniowo ograniczana przez władze, chociaż jednocześnie bogatszym Szkotom, zwłaszcza żonatym z Polkami, władze miejskie przyznawały prawo obywatelstwa miejskiego. Kupcy szkoccy zajmowali się też handlem m.in. winem i zbożem. W 1650 nałożono na Szkotów podatek w wysokości 10 proc. od dochodów, połączony z przyrzeczeniem wierności. Część bogatszych Szkotów zajmowała się udzielaniem oprocentowanych pożyczek swoim magnackim protektorom. Jednocześnie władze wprowadzały represyjne prawa przeciwko najbiedniejszej ludności szkockiej, np. w 1568 wyrzucono ich z Bydgoszczy.
Oprócz handlu Szkoci zajmowali się głównie służbą wojskową. W 1577 Gdańsk zwerbował 600–700 żołnierzy szkockich, a król Stefan Batory przyjął ich do wojsk królewskich, uczestniczących w wojnie o Inflanty. Następnie coraz więcej Szkotów służyło w polskiej piechocie jako strzelcy. Regimenty szkockie uczestniczyły m.in. w bitwie pod Pskowem (1581) i w bitwie pod Chocimiem w 1621. Szkoccy żołnierze najemni walczyli w szeregach wojska polskiego aż do czasów saskich. Brali także udział w walkach morskich przeciwko Szwecji (np. Jakub Murrey) i mieli opinię wytrzymałych i odważnych żołnierzy.
Wśród Szkotów polskich istniała też nieliczna, ale wpływowa i zasłużona dla Rzeczypospolitej elita: naukowcy, lekarze, duchowni, pisarze, artyści oraz wojskowi, dworzanie i urzędnicy wysokiej rangi. Część rodzin szkockich została przyjęta do polskiego stanu szlacheckiego, jedna z gałęzi  szkockiej rodziny Wolson z Gdańska  za służbę  u księcia Jakuba Sobieskiego i jego żony korzystała ze  stanu szlacheckiego

## XVIII i XIX wiek

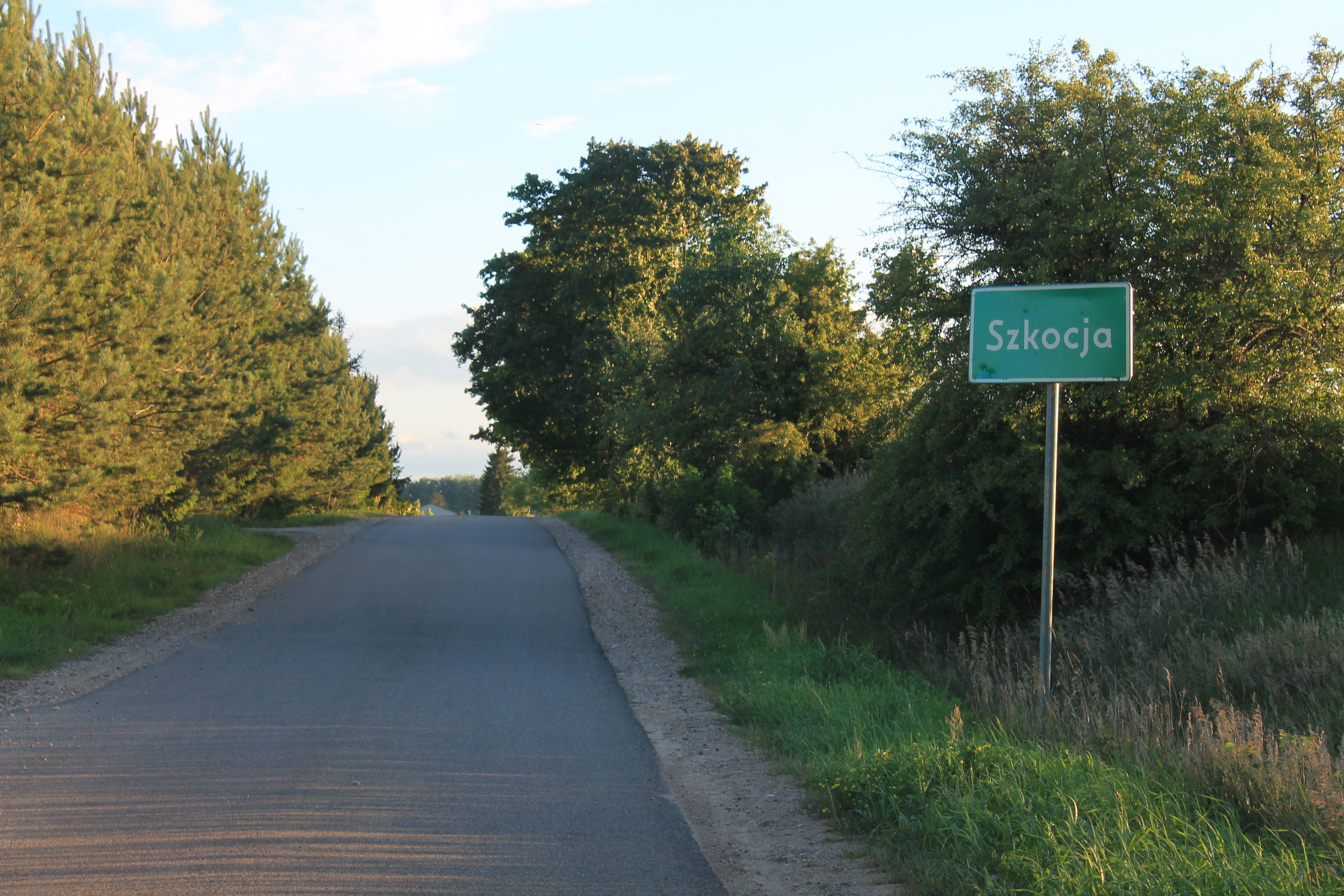
Wjazd do miejscowości Szkocja w województwie podlaskim

Od końca XVIII do początku XIX w. napłynęła na ziemie polskie kolejna fala szkockich imigrantów, głównie inżynierów, wytwórców tekstyliów, rolników i młynarzy, którzy mieli przyczynić się do rozwoju i unowocześnienia gospodarki, np. w 1815 generał Ludwik Michał Pac sprowadził do swoich majątków ziemskich na Suwalszczyźnie ponad 500 szkockich osadników, którzy wyprowadzili tam płodozmian, upowszechnili uprawę ziemniaka, hodowali konie i owce oraz wybudowali gorzelnie, krochmalnie, browary, olejarnie i fabrykę maszyn rolniczych. Również i ci imigranci ulegli stopniowej polonizacji. 

## XXI wiek
Obecnie szkockie pochodzenie można rozpoznać po nazwiskach: Czamer (Chalmers), Czochran (Cochrane), Dziaksen (Jackson), Kabron (Cockburn), Machlejd (Macleod), Szynkler (Sinclair), a także w nazwach miejscowości, np. Nowe Szkoty, Szkocja (województwo kujawsko-pomorskie), Szkocja (województwo podlaskie), Stare Szkoty, Szotland.

### Spisy powszechne
Wg danych ze spisów powszechnych w 2002 roku w Polsce mieszkało 26 Szkotów,  w 2011 było to 632 Szkotów (w tym 551 osób o mieszanej, polsko-szkockiej tożsamości narodowej), zaś w 2021 roku było to 4054 Szkotów, co przekłada się na ok. 0,01% polskiej populacji.

## Organizacje szkockie w Polsce
Król Stefan Batory nadał Szkotom przywilej podlegania jurysdykcji marszałka koronnego. Oprócz tego każdy Szkot musiał należeć do bractw (było ich około 12), które posiadały władzę sądowniczą (4 sędziów) oraz prawo ekskomuniki (ostracyzm społeczny). Sądy bractw odbywały się podczas jarmarków, a apelacje rozpatrywał Sejm Główny Szotski 6 stycznia w Toruniu. Bractwa posiadały księgi z wykazem przestępstw i kar oraz pobierały składki, m.in. na utrzymanie duchownych i kościołów. Dochody bractw, w tym pochodzące z grzywien, pożyczano Szkotom na procent. Król Zygmunt III Waza próbował w 1603 ograniczyć wpływowy samorząd szkocki, jednak bez powodzenia.

## Ważniejsi Szkoci w Polsce

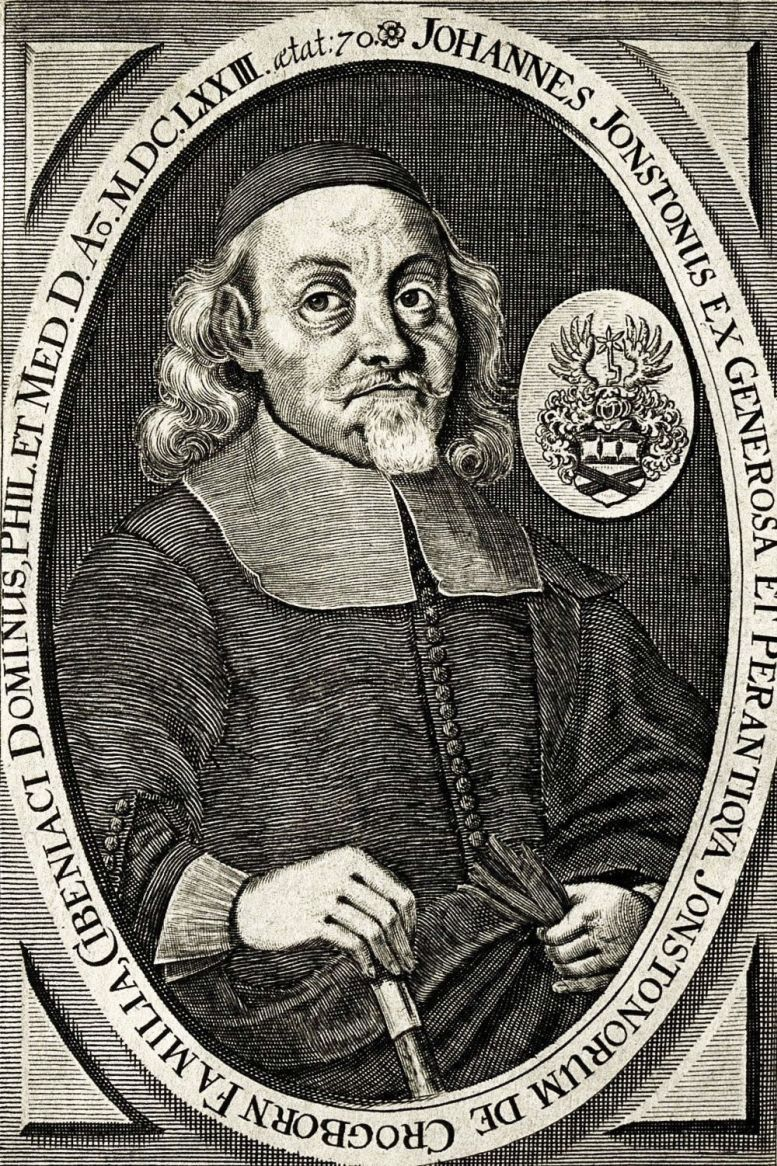
Jan Jonston (1617–1708)

- Jan Jonston (1617–1708) – przyrodoznawca, historyk, pedagog i lekarz.
- Robert Abercrombie (ok. 1536–1613) – jezuita.
- Aleksander Russell (zm. ok. 1652) – najbogatszy kupiec w Szydłowcu
- Abraham Young – naczelnik nacji szkockiej w Rzeczypospolitej 1603–1607
- Joachim Meller – burmistrz  Bydgoszczy, został nim w 1654 roku[19]
- Robert Wojciech Portius – najbogatszy w Rzeczypospolitej kupiec z Krosna, monopolista handlu węgierskim winem w XVII w.[20]
- Jakub Murrey – z Pucka, w 1621 kierował budową floty w Gdańsku.
- Andreas Aidius – poeta w XVII w.
- William Bruce – profesor Akademii Zamojskiej.
- Wilhelm Mier (ok. 1680–1750) – generał
- John Gallison – malarz
- Albert Ines – pisarz
- Andrzej Lechowicz (Loch) – poeta
- William Davidson – lekarz
- Aleksander Czamer (Chalmers) – 4-krotny burmistrz powietrzny Warszawy w XVII w.
- James Kabrun (Cockburn) – najbogatszy kupiec gdański, fundator miejscowego teatru.
- Michał Wolson (zm. ok. 1641)– burmistrz Wałcza, kupiec[21][22][23][24][25]